# Slade Alive!
Slade Alive! är ett musikalbum inspelat live av Slade som utgavs i mars 1972. Det producerades av Chas Chandler och är inspelat i studio, men med publik. Albumet består av tre originalkompositioner av gruppen, samt covers av artister som Ten Years After, The Lovin' Spoonful och Steppenwolf. Med finns också en liveversion av gruppens första större hit, "Get Down and Get With It".

## Låtlista
(kompositör inom parentes)
1. "Hear Me Calling" (Alvin Lee) - 5:46
2. "In Like a Shot From My Gun" (Noddy Holder, Jim Lea, Don Powell) - 3:33
3. "Darling Be Home Soon" (John Sebastian) - 5:43
4. "Know Who You Are" (Holder, Lea, Dave Hill, Powell) - 3:37
5. "Keep on Rocking" (Holder, Lea, Hill, Powell) - 6:29
6. "Get Down and Get With It" (Bobby Marchan) - 5:33
7. "Born to Be Wild" (Mars Bonfire) - 8:12

## Listplaceringar
| Lista (1972-1973) | Position            |
| ----------------- | ------------------- |
| Australien        | 1 (Go Set)          |
| Finland           | 5                   |
| Norge             | 18 (VG-lista)       |
| Storbritannien    | 2 (UK Albums Chart) |
| USA               | 158 (Billboard 200) |
| Västtyskland      | 25                  |
| Österrike         | 8                   |